# Parabopyrella distincta
Parabopyrella distincta är en kräftdjursart som först beskrevs av Hugo Frederik Nierstrasz och Brender à Brandis 1923.  Parabopyrella distincta ingår i släktet Parabopyrella och familjen Bopyridae. Inga underarter finns listade i Catalogue of Life.